# شستیکوو
شستیکوو (انگلیسی: Shestykovo) یک شهرک در شهرستان بیرسکی باشقیرستان کشور روسیه است.